# Kacper Bielicki
Kacper Bielicki (ur. 15 grudnia 1985 w Aleksandrowie Kujawskim) – polski siatkarz, grający na pozycji środkowego w Jokerze Piła.
Kacper Bielicki rozpoczynał siatkarską karierę w Maratonie Świnoujście, z którego w 2004 trafił do Morza Bałtyk Szczecin. Spędził w tym zespole pół roku, a następnie został siatkarzem BBTS Bielsko-Biała. Później przez jeden sezon występował w Energetyku Jaworzno, a w 2007 powrócił do Bielska-Białej.
Latem 2008 zainteresowanie nim wyraził Fart Kielce, ale zawodnik miał jeszcze ważny kontrakt z BBTS Bielsko-Biała. Trener ciągle widział go w składzie drużyny i szybko doszło między nimi do porozumienia. W sezonie 2008/2009 walczył ze swoim klubem o awans do PlusLigi, ale ostatecznie promocję uzyskał Siatkarz Wieluń. W tych rozgrywkach Bielicki nie był podstawowym zawodnikiem i najczęściej pojawiał się na boisku, wchodząc z ławki rezerwowych.
W czerwcu 2009 został zawodnikiem beniaminka siatkarskiej I ligi Farta Kielce, podpisując z nim dwuletnią umowę. W sezonie 2009/2010 rywalizował o miejsce w podstawowym składzie z Krzysztofem Makarykiem, ale w decydujących meczach o awans do PlusLigi to właśnie Bielicki grał najczęściej.